# Emilia Cyfrowicz
Emilia Cyfrowicz CSIC, imię zak. Maria Emilia od Aniołów, pseud. „Marian znad Dniepru” (ur. 24 czerwca 1835 w Krakowie, zm. 1 marca 1923 w Jazłowcu) – polska niepokalanka, działaczka oświatowa, autorka podręczników szkolnych.

## Życiorys
Emilia Cyfrowicz urodziła się w Krakowie. Do niepokalanek wstąpiła w Rzymie w 1860. Po złożeniu ślubów zakonnych w 1863 przybyła na dawne ziemie polskie. Była przełożoną domów zakonnych w Jarosławcu i Niżniowie nad Dniestrem. Organizowała szkoły prowadzone przez siostry ze swojego zgromadzenia. Uczyła w nich języka polskiego i historii. Była autorką podręczników szkolnych. Przełożyła Soliloquia św. Augustyna, wydając je w 1928 pt. Księga rozmów duszy z Bogiem.

## Podręczniki
- 1888 Dzieje Polski aż po czasy najnowsze[3] (wznowienie w 1895)
- 1895-1898 Dzieje literatury ojczystej dla młodzieży polskiej[4] (w dwóch tomach)
- 1898 Dzieje ojczyste[5]